# Konstandinos Filipidis
Konstandinos (Kostas) Filipidis (gr. Κώστας Φιλιππίδης; ur. 26 listopada 1986 w Atenach) – grecki lekkoatleta specjalizujący się w skoku o tyczce.

## Kariera
Na początku kariery międzynarodowej w 2003 roku był czwarty podczas mistrzostw świata juniorów młodszych oraz zdobył brązowy medal olimpijskiego festiwalu młodzieży Europy. Sezon 2004 rozpoczął od zdobycia halowego mistrzostwa krajów bałkańskich, a latem tego roku zajął czwarte miejsce na juniorskich mistrzostwach świata. Zimą 2005 ponownie zdobył złoto halowego czempionatu krajów bałkańskich oraz bez powodzenia startował w halowych mistrzostwach Europy. Duże sukcesy odnosił latem 2005 kiedy to najpierw został mistrzem igrzysk śródziemnomorskich, w Kownie wywalczył srebro mistrzostw Europy juniorów oraz był drugi na uniwersjadzie. Na odległej pozycji w eliminacjach zakończył swój udział w mistrzostwach Europy w 2006. Kolejny sezon rozpoczął m.in. od brązowego medalu halowych mistrzostw Bałkanów. Testy dopingowe przeprowadzone 16 czerwca 2007 podczas mistrzostw Grecji wykazały, że zawodnik stosował niedozwolone środki (etylefryna) i został zdyskwalifikowany na dwa lata, na prośbę zawodnika dyskwalifikację skrócono o 4 miesiące. Po powrocie do sportu latem 2009 wystartował bez większych sukcesów w uniwersjadzie oraz mistrzostwach świata. Tuż za podium – na czwartej lokacie – zakończył udział w halowych mistrzostwach świata w 2010. W 2010 odpadł w eliminacjach mistrzostw Europy, a w 2011 był piąty na halowych mistrzostwach Europy oraz szósty na mistrzostwach świata. Sezon 2012 rozpoczął od wywalczenia złotego medalu halowych mistrzostw Bałkanów oraz zajęcia siódmego miejsca na halowych mistrzostwach świata. Finalista mistrzostw Europy oraz igrzysk olimpijskich w 2012. Rok później zajął 10. miejsce podczas mistrzostw świata w Moskwie. Na początku 2014 został halowym mistrzem świata. W 2016 był siódmy zarówno na mistrzostwach Europy, jak i na igrzyskach olimpijskich w Rio de Janeiro. W 2017 został halowym wicemistrzem Europy w Belgradzie.
Medalista mistrzostw Grecji oraz reprezentant kraju w meczach międzypaństwowych, pucharze Europy i drużynowych mistrzostwach Europy.
Rekordy życiowe: stadion – 5,91 (4 lipca 2015, Paryż) były rekord Grecji; hala – 5,85 (3 marca 2017, Belgrad oraz 8 lutego 2018, Madryt).

## Osiągnięcia
| Rok  | Impreza                                 | Miejsce        | Lokata            | Wynik |
| ---- | --------------------------------------- | -------------- | ----------------- | ----- |
| 2003 | Mistrzostwa świata juniorów młodszych   | Sherbrooke     | 4. miejsce        | 4,95  |
| 2003 | Olimpijski festiwal młodzieży Europy    | Paryż          | 3. miejsce        | 4,80  |
| 2004 | Halowe mistrzostwa krajów bałkańskich   | Ateny          | 1. miejsce        | 5,40  |
| 2004 | Mistrzostwa świata juniorów             | Grosseto       | 4. miejsce        | 5,35  |
| 2004 | Mistrzostwa krajów bałkańskich juniorów | Banja Luka     | 1. miejsce        | 5,30  |
| 2005 | Halowe mistrzostwa krajów bałkańskich   | Ateny          | 1. miejsce        | 5,50  |
| 2005 | Halowe mistrzostwa Europy               | Madryt         | el. – 9. miejsce  | 5,60  |
| 2005 | I liga pucharu Europy                   | Leiria         | 2. miejsce        | 5,65  |
| 2005 | Igrzyska śródziemnomorskie              | Almería        | 1. miejsce        | 5,60  |
| 2005 | Mistrzostwa Europy juniorów             | Kowno          | 2. miejsce        | 5,45  |
| 2005 | Mistrzostwa świata                      | Helsinki       | el. – 11. miejsce | 5,45  |
| 2005 | Uniwersjada                             | Izmir          | 2. miejsce        | 5,75  |
| 2005 | Mistrzostwa krajów bałkańskich juniorów | Katerini       | 1. miejsce        | 5,51  |
| 2006 | Mistrzostwa Europy                      | Göteborg       | el. – 26. miejsce | 5,35  |
| 2006 | Igrzyska bałkańskie                     | Zenica         | 2. miejsce        | 5,50  |
| 2007 | Halowe mistrzostwa krajów bałkańskich   | Pireus         | 3. miejsce        | 5,35  |
| 2009 | Superliga drużynowych mistrzostw Europy | Leiria         | 4. miejsce        | 5,65  |
| 2009 | Uniwersjada                             | Belgrad        | 9. miejsce        | 5,15  |
| 2009 | Mistrzostwa świata                      | Berlin         | el. – 16. miejsce | 5,55  |
| 2009 | Światowy finał lekkoatletyczny IAAF     | Saloniki       | 6. miejsce        | 5,50  |
| 2010 | Halowe mistrzostwa świata               | Doha           | 4. miejsce        | 5,65  |
| 2010 | Superliga drużynowych mistrzostw Europy | Bergen         | 4. miejsce        | 5,50  |
| 2010 | Mistrzostwa Europy                      | Barcelona      | el. – 21. miejsce | 5,40  |
| 2011 | Halowe mistrzostwa Europy               | Paryż          | 5. miejsce        | 5,61  |
| 2011 | I liga drużynowych mistrzostw Europy    | Izmir          | 1. miejsce        | 5,40  |
| 2011 | Mistrzostwa świata                      | Daegu          | 6. miejsce        | 5,75  |
| 2012 | Halowe mistrzostwa krajów bałkańskich   | Stambuł        | 1. miejsce        | 5,75  |
| 2012 | Halowe mistrzostwa świata               | Stambuł        | 7. miejsce        | 5,50  |
| 2012 | Mistrzostwa Europy                      | Helsinki       | 5. miejsce        | 5,72  |
| 2012 | Igrzysk olimpijskie                     | Londyn         | 7. miejsce        | 5,65  |
| 2013 | Halowe mistrzostwa Europy               | Göteborg       | 4. miejsce        | 5,76  |
| 2013 | Superliga drużynowych mistrzostw Europy | Gateshead      | 6. miejsce        | 5,40  |
| 2013 | Mistrzostwa świata                      | Moskwa         | 10. miejsce       | 5,65  |
| 2014 | Halowe mistrzostwa świata               | Sopot          | 1. miejsce        | 5,80  |
| 2014 | Mistrzostwa Europy                      | Zurych         | 7. miejsce        | 5,60  |
| 2015 | Halowe mistrzostwa Europy               | Praga          | 5. miejsce        | 5,75  |
| 2015 | I liga drużynowych mistrzostw Europy    | Heraklion      | 1. miejsce        | 5,80  |
| 2015 | Mistrzostwa świata                      | Pekin          | el. – 25. miejsce | 5,55  |
| 2016 | Halowe mistrzostwa świata               | Portland       | 7. miejsce        | 5,65  |
| 2016 | Mistrzostwa Europy                      | Amsterdam      | 7. miejsce        | 5,30  |
| 2016 | Igrzyska olimpijskie                    | Rio de Janeiro | 7. miejsce        | 5,50  |
| 2017 | Halowe mistrzostwa Europy               | Belgrad        | 2. miejsce        | 5,85  |
| 2017 | Mistrzostwa świata                      | Londyn         | el. –             | DNS   |
| 2018 | Halowe mistrzostwa świata               | Birmingham     | 7. miejsce        | 5,70  |
| 2018 | Mistrzostwa Europy                      | Berlin         | 6. miejsce        | 5,75  |
| 2019 | Halowe mistrzostwa Europy               | Glasgow        | –                 | NH    |
| 2019 | Superliga drużynowych mistrzostw Europy | Bydgoszcz      | 4. miejsce        | 5,66  |
| 2019 | Mistrzostwa świata                      | Doha           | el. – 13. miejsce | 5,70  |